# باراتشيكو

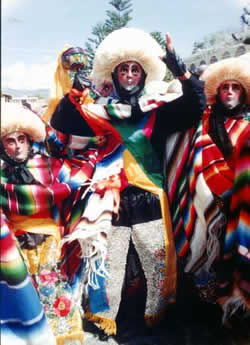
راقصو باراتشيكو

الباراتشيكو أو "باراتشيكوس، هم راقصون تقليديون من تشيابا دي كورزو في تشياباس في المكسيك، يرقصون في شوارع المدينة في احتفالات العيد العظيم والتي تجري م 15 إلى 23 كانون الثاني (يناير) من كل عام. تقام الاحتفالات تكريماً للقديسين الراعيين المحليين مسيح إسكويبولاس الأسود وأنطونيوس الكبير وسيباستيان. يدّعى محلياً أن جذور هذه الاحتفالات تعود لثقافة السكان الأصليين القدماء، كما هو الحال بالنسبة للعديد من الاحتفالات الكاثوليكية في أمريكا اللاتينية. ثم تطوّرت إلى خليط من الثقافات الأصلية القديمة والثقافات الكاثوليكية والإسبانية الحديثة. أما الكنيسة التي تُختتم فيها الاحتفالات فهي موطن شجرة قديمة يقال أنها تمثّل "شجرة الحياة" (استناداً إلى المايا وغيرها من الثقافات الأمريكية ما قبل الإسبانية)، ويُدّعى محلياً أنها أقدم من الكنيسة أي أن الاحتفالات كانت تتم قبل وصول الكاثوليكية.
هذه الاحتفالات التي تتضمن المراسم الدينية في الكنيسة الرومانية الكاثوليكية والرقص والمأكولات المحلية أدرجتها يونسكو في قائمة روائع التراث الشفهي اللامادي للإنسانية في 16 تشرين الثاني (نوفمبر) 2010، وأدرجت تحت اسم «الباراتشيكوس في احتفال يناير التقليدي في تشيارا دي كورزو».

## التاريخ

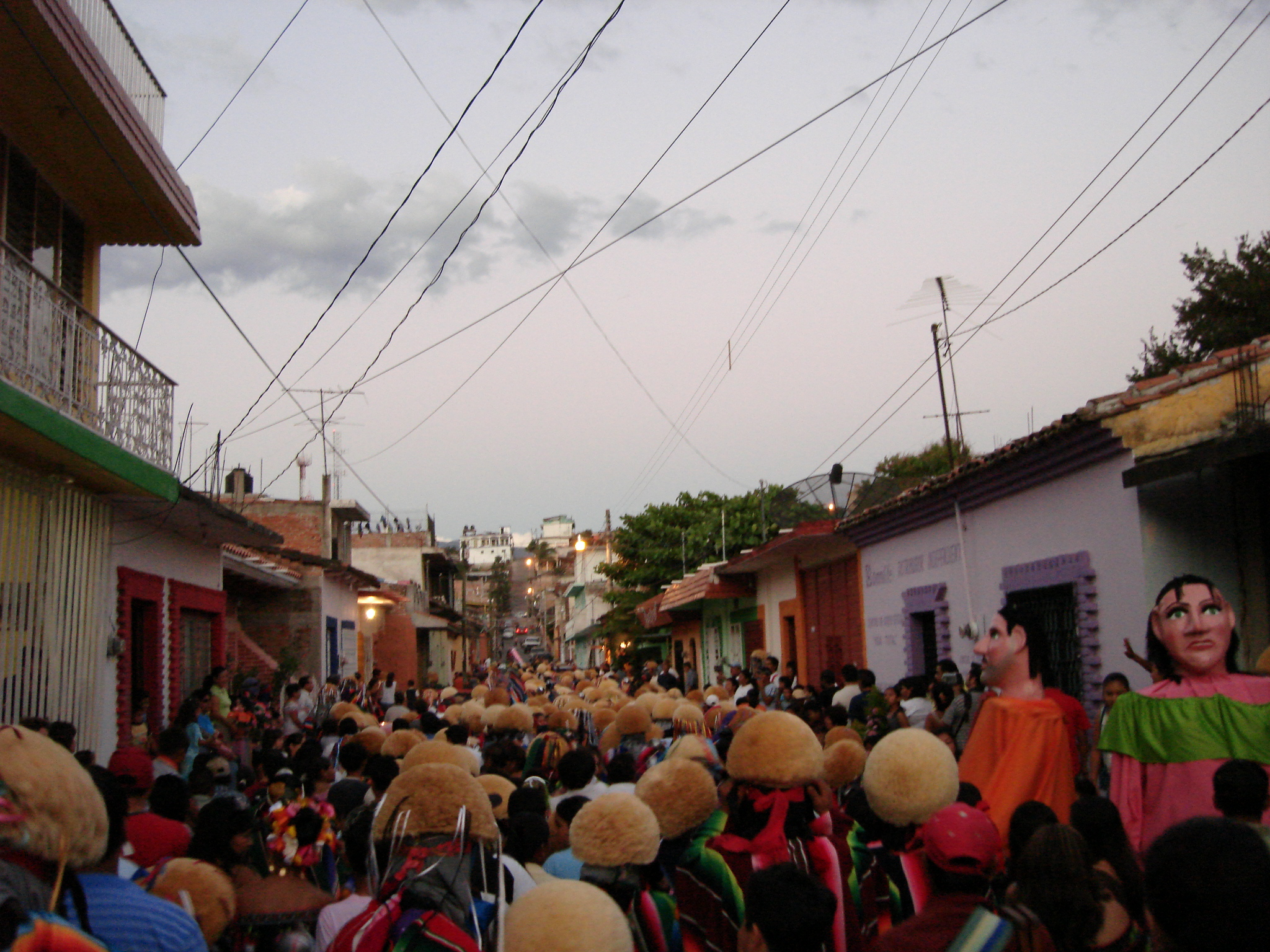
باراتشيكوس يرقصون في شوارع تشيابا دي كورزو

باراتشيكو من أصول ما قبل إسبانية، مع ذلك يعود تاريخها التقليدي إلى القرن السابع عشر، مع وصول صورة الشهيد سان سيباستيان إلى فيلا تشابا الملكية أو تشابا الهنود وبناء الهيكل الذي اكتمل في القرن السابع عشر. ثمة روايات عديدة لتاريخ الباراتشيكو لكنها جميعاً تتفق على أسطورة تقول بأنه في يوم ما كانت امرأة جميلة تبحث عن علاجٍ لابنها المريض لكن بعد زيارة المريض والمعالِجين، فشلت بالتخفيف عنه. أخبرها أحدهم أن تذهب إلى تشياباس حيث ستجد العلاج مؤكداً، فانتقلت إلى هناك مع كل عبيدها.
أرادت استشارة معالج هندي شهير وذهبت لزيارته. كان العبيد يصرخون «سهّل طريقاً لسيدتنا ماريا دي أنغولو لقضاء رغبتها». نصح المعالج الإسبان بأخذ الولد المريض إلى المياه الشافية في كومبويويو وتحميمه فيها لمدة تسعة أيام. شفي الطفل فعلياً، فقدمت ماري دي أنغولو الطعام في حين كان العبيد يرقصون وهم يرتدون الأزياء للترفيه عن الأطفال.
يعزو آخرون أن الاسم «بارا تشيكو» يُترجَم إلى «الولد».

## الملابس
يرتدي الباراتشيكوس الأقنعة الخشبية ذات خصائص من العرق القوقازي كلون الجلد الفاتح وشعر الوجه والعيون الزرقا، وهذا نقيض خصائص السكان الأصليين. كما يرتدون أغطية رأس مستديرة، وأشرطة ملون، وسارابيّات مخططة، وشالات مطرّزة فوق قمصان وسراويل سوداء أو داكنة اللون.
يستخدم الباراتشيكوس خشخيشات معدينة تعرف محلياً باسم «تشينتشين»، مع أشرطة ملونة تُعلّق على مقابض ويتم هزّها أثناء الرقص والغناء.

## الإعلان عن التراث الثقافي اللامادي

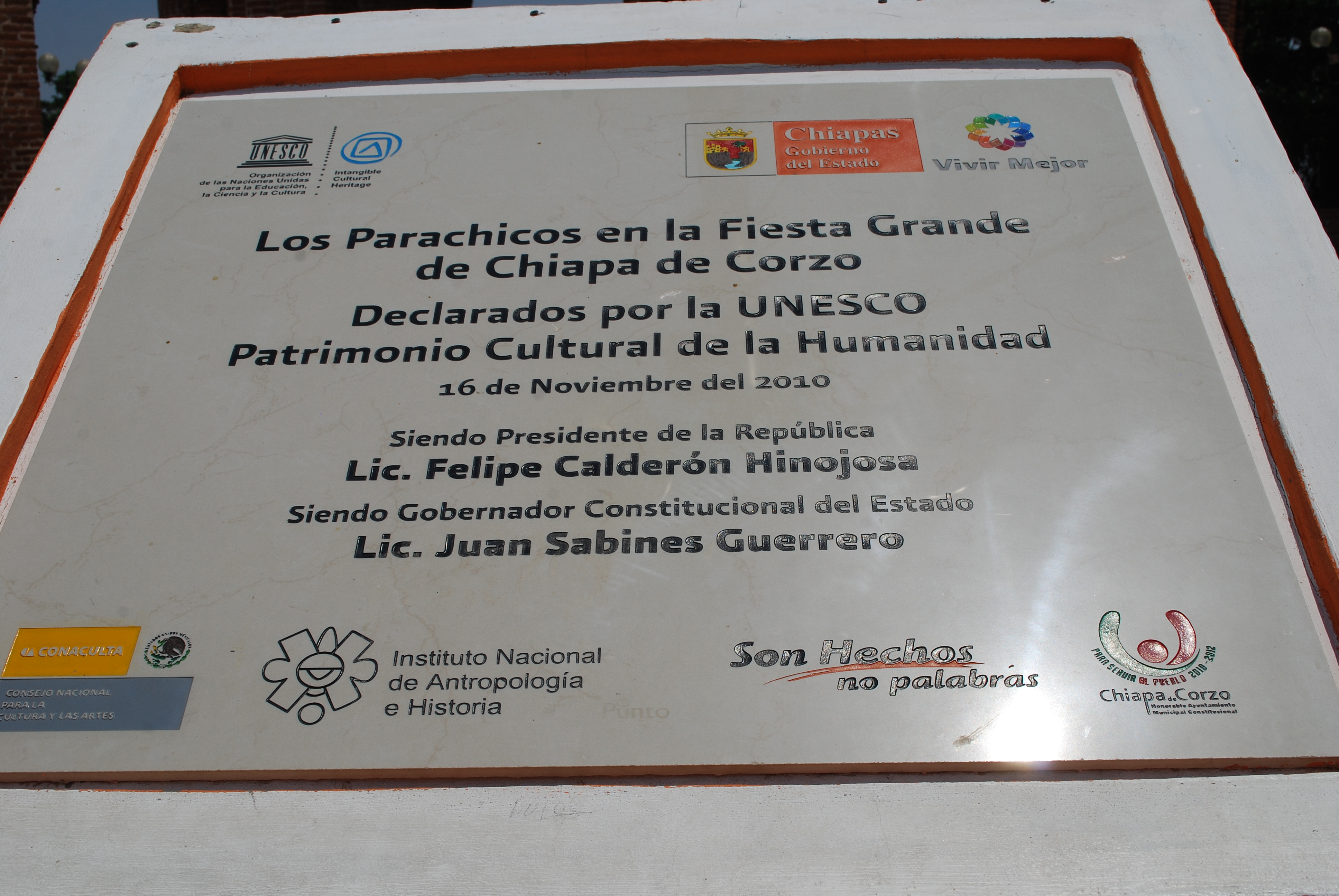
لوحة إعلان اليونسكو عن الباراتشيكو تراثاً ثقاقياً لامادي

في 16 تشرين الثاني (نوفمبر) 2010، أعلنت اليونسكو الباراتشيكوس تراثاً ثقافياً عالمياً. واتُخذ القرار في اجتماع اللجنة الحكومية الدولية لصون التراث الثقافي غير المادي الذي عُقد في نيروبي في كينيا، وذلك باسم "الباراتشيكوس في احتفال يناير التقليدي في تشيابا دي كورزو.